# Abellerol barbablau
L'abellerol barbablau(Nyctyornis athertoni) és una espècie d'ocell de la família dels meròpids (Meropidae) que rep el seu nom del color blau de la gola i part superior del pit.

## Descripció
- Abellerol gros amb uns 33 cm de llargària i escàs dimorfisme sexual.
- Bec gran i corbat.
- Cua de final quadrat.
- Color general verd per sobre, amb el front, cara i barbeta turquesa.
- Plomes de la gola allargades i color turquesa, amb aparença barbuda.
- Ventre groguenc més o menys pàl·lid amb fines ratlles una mica més fosques.

## Hàbitat i distribució
Aquest ocell habita els boscos del sud i sud-est asiàtic, a l'Índia, Myanmar, sud de la Xina i Indoxina.

## Subespècies
S'han descrit dues subespècies:
- N. a. athertoni (Jardine et Selby, 1828). Habita des de l'Índia fins Indoxina i nord de la Península Malaia.
- N. a. brevicaudatus (Koelz, 1939). Viu a l'illa de Hainan.